# Keissleriella taminensis
Keissleriella taminensis är en svampart som först beskrevs av H. Wegelin, och fick sitt nu gällande namn av S.K. Bose 1961. Keissleriella taminensis ingår i släktet Keissleriella och familjen Massarinaceae.  Arten är reproducerande i Sverige. Inga underarter finns listade i Catalogue of Life.